# Castlegar

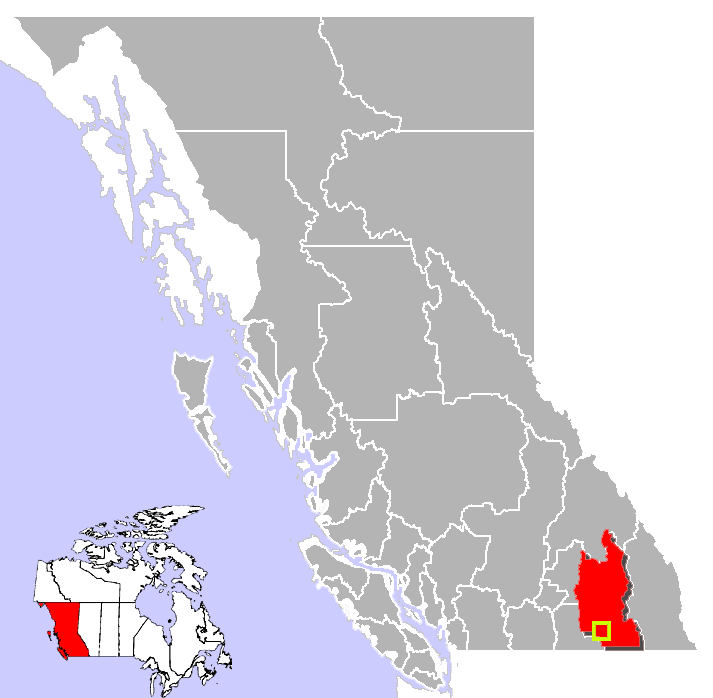
Localização de Castlegar na Colúmbia Britânica.

Castlegar é uma cidade do Canadá, província de Colúmbia Britânica. Sua população é de aproximadamente 7,500 pessoas.